# Tajne przez poufne
Tajne przez poufne (ang. Burn After Reading) – amerykańsko-brytyjsko-francuska komedia kryminalna z 2008 roku w reżyserii braci Coen.

## Fabuła
Osbourne Cox to stary tajny agent CIA. Jego życie osobiste i zawodowe ostatnio nie układa się. Harry Pfarrer jest szeryfem Departamentu Skarbu, ale nie radzi sobie ze swoją próżnością. Ma nietypowe hobby: internetowe randki za plecami żony, konstruowanie zabawek erotycznych według własnych pomysłów, nie wspominając o sypianiu z nieszczęśliwą żoną Osbourne’a. Kiedy Cox zostaje wyrzucony z pracy, postanawia spisać wspomnienia ze swojej służby. Jego żona, przygotowując dokumenty rozwodowe, nagrywa to na płytę, która trafia do kochanki Pfarrera, pracownicy siłowni - Lindy, i jej kolegi - Chada. Przekonani, że są to ściśle tajne informacje decydują się na sprzedanie płyty Rosjanom za dużą sumę.

## Obsada
- George Clooney jako Harry Pfarrer
- Frances McDormand jako Linda Litzke
- John Malkovich jako Osbourne Cox
- Tilda Swinton jako Katie Cox
- Brad Pitt jako Chad Feldheimer
- Richard Jenkins jako Ted Treffon
- Jonathan Kimble Simmons jako dyrektor CIA
- Olek Krupa jako Krapotkin
- Michael Countryman jako Alan

i inni